# Ivan Novak (malonogometni sudac)
Ivan Novak, hrvatski malonogometni sudac i sudac dvoranskog nogometa
Pet je puta uzastopce bio sudački instruktor i kontrolor sudaca na završnim turnirima europskog prvenstva u dvoranskom nogometu.